# Museu de Arte Moderna de Bacu
O Museu de Arte Moderna de Bacu (azerbaijano:Bakı müasir incəsənət muzeyi) é um museu de arte moderna localizado em Bacu, no Azerbaijão.

## História
O museu foi construído por iniciativa da primeira-dama do Azerbaijão, Mehriban Aliyeva e inaugurado em 20 de março de 2009. O museu não possui áreas temáticas fixas. O conceito arquitetônico do museu evita corredores com cantos e tem passagens abertas e paredes que se encontram em diferentes ângulos, criando uma perspectiva multidimensional de exposições. Estruturas metálicas conspícuas e o uso da cor branca unem todas as partes em uma única "estrutura abstrata em movimento".

## Obras em exibição

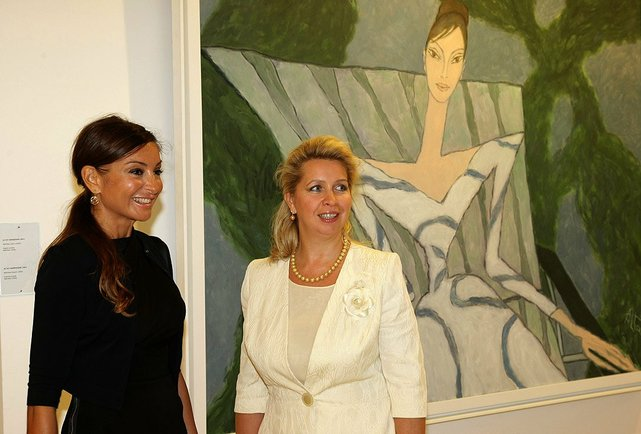
Mehriban Aliyeva e Svetlana Medvedeva visitam o museu.

O museu concentra-se na segunda metade do século XX e contém mais de 800 obras de notáveis pintores e escultores do Azerbaijão, especialmente a arte de vanguarda. Há também obras-primas modernas não-azerbaijanesas de Salvador Dalí, Pablo Picasso e Marc Chagall, de colecionadores particulares.
Exposições de fotógrafos azerbaijanos como Elnur Babayev, Fakhriya Mammadova, Ilkin Huseynov, Rena Efendi, Sergei Khrustalev, Sitara Ibrahimova e Tahmina Mammadova são muitas vezes realizadas no museu.
O museu inclui um departamento de artes plásticas para crianças, uma sala de vídeos, um café, um restaurante, uma sala separada para exposições privadas, uma biblioteca e uma livraria com materiais relativos à arte, arquitetura e escultura mundiais.